# Федотова, Людмила Евгеньевна
Людмила Евгеньевна Федотова (род. 23 марта 1986 года, Алма-Ата, Казахская ССР) — казахстанская горнолыжница, мастер спорта Республики Казахстан международного класса.

## Карьера
Л. Е. Федотова родилась в Алма-Ате, где и начала заниматься горнолыжным спортом.
На Зимней Азиаде-2011 в Алматы выиграла «золото» в комбинации и два серебра — в скоростном спуске и супергиганте.
На Олимпиаде-2010 в Ванкувере Л. Е. Федотова была 36-й (скоростном спуске) и 38-й (супергигант).